# Amira El Fadil

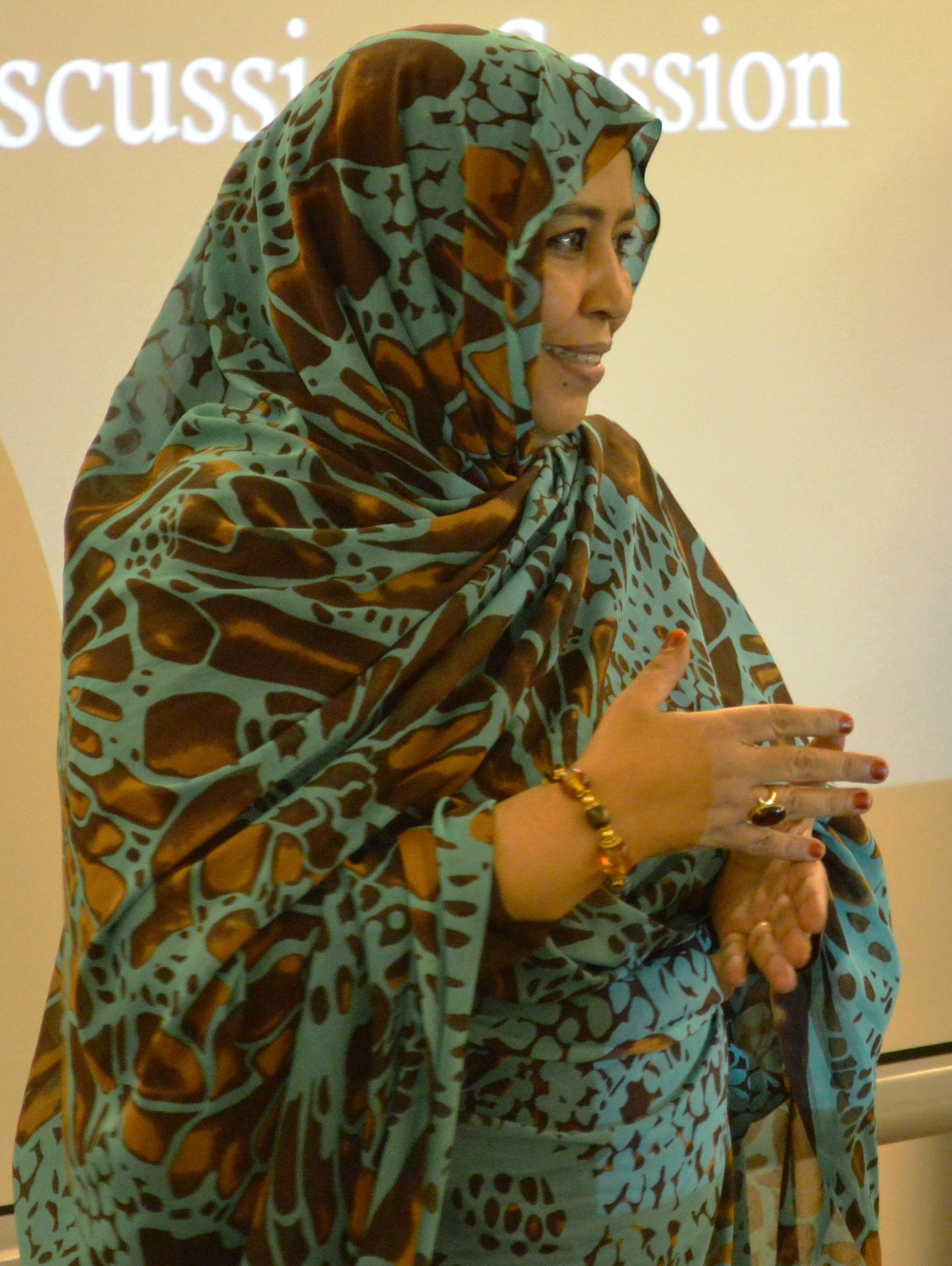
Amira El Fadil (2013)

Amira Elfadil Mohammed Elfadil (* 15. Januar 1967) ist eine sudanesische Politikerin. Sie war Sozialministerin ihres Landes. Seit 2017 ist sie Kommissarin der Afrikanischen Union für Soziales.

## Herkunft und Ausbildung
Amira El Fadil erwarb einen B.A. in Soziologie an der Universität Khartum und einen Master of Arts in Diplomatic Studies an der London Diplomatic Academy der University of Westminster.

## Karriere
El Fadil engagierte sich bei der Frauenvereinigung für ländliche Entwicklung und Immigration (engl.: Association of Women for Rural Development and Immigration, Women, Children and Family) und der Frauenkundgebung für Frieden (engl.: Women’s Rally for Peace) und leitete Workshops und Seminare für Friedensarbeit und Konfliktlösung.
Von 2009 bis 2010 war El Fadil Minister for Social Affairs der Regionalregierung von al-Chartum, von 2010 bis 2013 war sie Minister of Welfare and Social Security des Sudans. Von 2015 bis 2017 war sie Mitglied des sudanesischen Parlaments und des Außenpolitischen Ausschusses.
2017 wurde sie auf der 28. ordentlichen Sitzung der Generalversammlung der Afrikanischen Union für vier Jahre zur Sozialkommissarin der Afrikanischen Union gewählt. Als Vertreterin der Kommission ist sie auch Mitglied des Beirats der AU (Africa Board).
Als ihre Vision benennt sie, die Prioritätensetzung in den nationalen Sozialpolitiken zu verstärken, die Befähigung der Menschen zu ermöglichen und die Entwicklung hin zu einem wohlhabenden Afrika auf der Grundlage von integrativem Wachstum und nachhaltiger Entwicklung zu fördern. Leitlinie ihrer Politik sei die Verwirklichung der sozialen Entwicklungsaspekte der Agenda 2063 und der Ziele für nachhaltige Entwicklung.

## Sonstige Aufgaben
- Mitglied des Verwaltungsrates der Welt-Anti-Doping-Agentur.[3]
- langjährig Führungspositionen in der sudanesischen Frauen Union (Women General Union)
- langjährig Generaldirektorin der Society Studies Centre in Khartum und Generalsekretärin im sudanesischen Kinderschutzbund (Sudan National Council for Child Welfare)[1]

## Privates
El Fadil ist verheiratet und hat vier Kinder. Sie spricht Arabisch und Englisch.